# Rai (muziekgenre)
Rai (Arabisch: راي), ook vaak getranslitereerd als raï, is een Algerijnse muziekvorm die is ontstaan in de omgeving van de stad Oran rond 1920. Dit werd steeds bekender en is later bekender geworden in andere Maghreb-landen. In de jaren negentig van de twintigste eeuw hebben enkele rai-nummers ook in de Nederlandse Top 40 gestaan. Al langer was de rai in Europa populair, met name onder jongeren van Noord-Afrikaanse afkomst.

## Geschiedenis
De oorsprong van de stroming rai ligt in de traditionele muziekcultuur van de bedoeïenen, afkomstig uit West-Algerije. Rai werd door ouderlingen (cheikhs of cheikha's) gezongen tijdens informele bijeenkomsten, feesten e.d. op het platteland. Tijdens het zingen van de rai werd een persoonlijke noot toegevoegd aan het nieuws van de dag. Typerend voor de instrumentale begeleiding van de 'rai rurale', de rai van het eerste uur, is een ostinaat ritmisch patroon dat een combinatie van twee- en driedelige maatsoort suggereert (hemiool). Dit ritme wordt tegenwoordig ook wel aangeduid als 'rythme meddahât'. De melodie wordt gevormd door een combinatie van tonen die in Algerije tot 'trab' wordt gerekend. Onder 'trab' verstaat men een pentatonische schaal met een grote ondersecunde, kleine terts (vaak versierd met een kleine bovensecunde), kwart, kwint (soms een halve toon verlaagd). De melodische lijnen zijn vaak dalend en eindigen dikwijls op de ondersecunde. Dit principe is in de meeste moderne verschijningsvormen van de rai vaak nog aanwezig.
De rai werd halverwege de twintigste eeuw door de zeer populaire brassbands geïntegreerd in het leven van de Algerijnse havenstad Oran. Jongeren liepen voorop in de vertolking van de losbandiger versies van de rai die ze van hun ouders hadden gehoord. Zij lieten zich bij het zingen begeleiden door authentieke instrumenten als gasba (type rietfluit, zoals de Turkse ney), darboeka, bendir en karkabou (percussie, metalen kleppers), maar ook door koperblazers, zoals de trompet. In het tweede deel van de twintigste eeuw werden ook de viool, accordeon, keyboard en elektrische gitaren deel van de rai. Onder invloed van de Europese popmuziek werd de rai vanaf de jaren zestig geharmoniseerd en geproduceerd. Daarmee verdween langzamerhand het improviserende karakter van de rai, maar namen de melodische en harmonische diversiteit binnen de rai toe en konden substijlen ontstaan. Ook konden rai-sterren hun eigen herkenbare stijl ontwikkelen. De Algerijnse rai-rockband Raina Rai en de rai-trompettist Bellemou zijn hier exponenten van.
Rai betekent letterlijk "ik vind" of "volgens mij". "Ya rai" klinkt tijdens een lied, waarna een vaak humoristische, onofficiële lezing van, of mening over een gebeurtenis volgt. De muziek heeft zo van meet af aan de status van 'losbandig' en ook wel 'schuin' gehad. Dit werd versterkt door het gegeven dat de zogenaamde 'meddahât', vrouwen die in de grote stad werden geafficheerd met prostitutie, zich van de rai bedienden. Met name Cheikha Remitti baarde in Oran opzien met haar optredens. Vooral door toedoen van al dan niet geëmigreerde jongeren (chebs en chaba's genoemd) groeide de (pop)rai in de jaren zeventig en tachtig van de twintigste eeuw uit tot niet alleen een lokaal zeer populaire, maar ook in Europa veelbesproken muziekgenre. De jongeren bezongen de onderwerpen die hén boeiden, zoals de liefde, vrije partnerkeuze en de schoonheid van het andere geslacht, op directe wijze. Dit tot afschuw van veel ouderen en fundamentalisten, die de muziek van de jongeren in het algemeen respectloos vonden jegens traditionele en religieuze waarden. Meerdere malen zijn daarom parallellen getrokken tussen de rai enerzijds en de Jamaicaanse reggae en de blues, protestliedjes, rock-'n-roll en rap uit de Verenigde Staten anderzijds. 
Onder invloed van de wederzijdse afhankelijkheid van Frankrijk en de globalisering heeft de rai talloze muziekinvloeden ondergaan. Zo zijn Arabische toonschalen met kwarttoonverdeling, maar ook elementen van Franse chansons, Spaanse flamenco, Portugese fado, Zuid-Amerikaanse dansstijlen en kenmerken van westerse popmuziekstijlen terug te vinden in de hedendaagse rai. Deze tendens heeft ongetwijfeld bijgedragen aan de populariteit van de rai, mondiaal gezien. Tijdens de religieus-politieke onrust van de jaren negentig werd in Algerije de rai verboden door exponenten van het invloedrijk geworden islamitisch fundamentalisme en werden er zelfs zangers omgebracht, van wie Cheb Hasni de bekendste is. Sinds het hoogtepunt van de belangstelling voor wereldmuziek aan het het einde van de twintigste eeuw is gepasseerd, verneemt men in het Europese mediaculturele landschap weinig meer van de rai. Daarmee lijkt de muziekstijl ook minder omstreden te zijn geworden in Noordwest-Afrika.

## Rai-artiesten
Rai-artiesten aan wie Wikipedia een artikel heeft gewijd, zijn:
- Cheb Akil
- Cheb Anouar
- Cheb Hasni
- Cheb Mami
- Cheba Zahouania
- Faudel
- Kasba
- Khaled
- Reda Taliani